# Brønderslev-Blokhus Jernbane
Brønderslev-Blokhus Jernbane er en planlagt jernbanestrækning i Vendsyssel, som aldrig blev gennemført. Den kom ganske vist med i Jernbaneloven af 20. marts 1918, hvor staten lovede at betale 50% af anlægsomkostningerne.
Banen skulle have haft driftsfællesskab med Brønderslev-Ørsø Jernbane, som heller ikke blev anlagt.

## Strækningen
Strækningen skulle have været ca. 24 km med mulighed for følgende stationer:
- Brønderslev – forbindelse med Vendsysselbanen
- Øster Hjermitslev
- Manna
- Vester Hjermitslev – forbindelse med Hjørring-Løkken-Aabybro Jernbane
- Over Jonstrup
- Hune
- Blokhus